# 俄羅斯鱘
俄羅斯鱘（学名：Acipenser gueldenstaedtii）是生活於俄羅斯等歐洲地帶的鱘，俄羅斯鱘又叫大白鰉或蘇俄鱘，根據記載，成年的俄羅斯鱘最重可達150公斤，長6公尺，其重量僅次於近親歐洲鱘的320公斤，是世界第二重的淡水魚，在餐宴中，產量最多的就屬歐洲鱘、閃光鱘及俄羅斯鱘，這使牠與多數近親一樣，面臨瀕臨絕種的危機。